# Toxorhina (Ceratocheilus) maculipennis
Toxorhina (Ceratocheilus) maculipennis is een tweevleugelige uit de familie steltmuggen (Limoniidae). De soort komt voor in het Neotropisch gebied.